# Bomarea ovata
Bomarea ovata är en alströmeriaväxtart som först beskrevs av Antonio José Cavanilles, och fick sitt nu gällande namn av Charles-François Brisseau de Mirbel. Bomarea ovata ingår i släktet Bomarea och familjen alströmeriaväxter. Inga underarter finns listade i Catalogue of Life.